# Flossenschwimmen
Flossenschwimmen ist als Leistungssport die schnellste Möglichkeit, sich aus eigener Kraft im Wasser fortzubewegen. Dabei werden Flossen zur Fortbewegung verwendet. Mit Hilfe einer sogenannten Monoflosse, einer großen Flosse, in der beide Füße fixiert sind, werden delphinähnliche Bewegungen ausgeführt und dabei Spitzengeschwindigkeiten von über 3 m/s erreicht (50-m-Weltrekord von 2019: 13,70 s). Seit 2006 wird dieser Sport von Seiten des deutschen Verbandes Verband Deutscher Sporttaucher (VDST) als Finswimming bezeichnet. Finswimming wurde durch das IOC als olympische Disziplin anerkannt.

## Ausrüstung
Zur Grundausrüstung eines jeden Flossenschwimmers zählt die Monoflosse (in einigen Ausnahmefällen z. B. bei Kindern auch noch die Duo- oder Stereoflosse), ein Mittelschnorchel für die Überwasserstrecken, sowie eine Maske oder Schwimmbrille.
Das große Blatt der Monoflosse besteht aus glasfaserverstärktem Kunststoff. Auf ihr sind die Fußteile angebracht, in welche der Sportler seine Füße steckt. Hergestellt werden diese Flossen in der Ukraine, Russland, China, Estland, Frankreich und Italien. Die am meisten in Deutschland verwendeten Flossen kommen aus Kiev (Ukraine) und Russland. In den letzten Jahren haben sich die Flossen stark weiterentwickelt. Bestand die Flosse früher nur aus dem Flossenblatt und den Fußteilen aus Gummi, so ist das Flossenblatt bei den neuen Flossen zusätzlich noch an den oberen Rändern mit Neopren und einer Gummischicht ummantelt, welche den Schwimmer beim Schlagen der Flosse unterstützt und das Wasser strömungsgünstiger um die Flosse leitet. Dieser Flossentyp heißt Android, benannt nach ihrem Erfinder oder erstem Hersteller Andronov aus Smolensk, welche schon längere Zeit im Orientierungstauchen zum Einsatz kommt. Weitere Namen von unterschiedlichen Herstellern sind Skorjenko/Wing (Russland), ChenBin (China), Hyper (Estland) und Gipper (Ukraine).

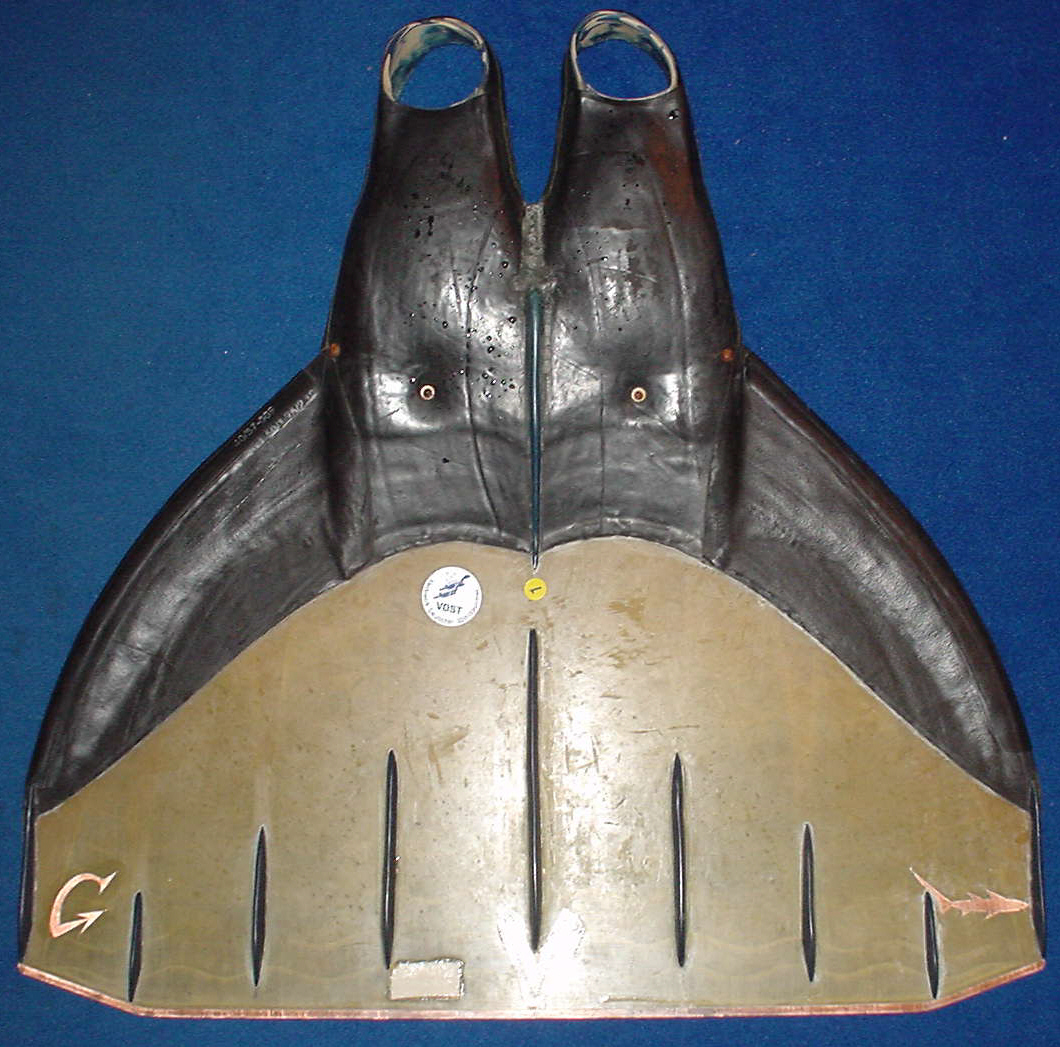
Monoflosse des Typs Skorjenko (Wing)

Bei den Überwasserstrecken wird über den Mittelschnorchel geatmet. Im Unterschied zum "normalen" Schnorchel, wie man ihn vom Tauchen her kennt, verläuft dieser nicht an der Seite des Kopfes, sondern vom Mund über die Nase und Stirn nach oben. Um eine Stromlinienform zu erreichen, ist er leicht nach hinten gebogen.
Um im Wasser auch etwas zu sehen, benutzt man eine Maske. Diese besteht aus Kunststoff und bietet sowohl Augen als auch Nase Schutz vor dem Wasser. Einige Trainer raten vom Gebrauch einer Maske ab und empfehlen eine normale Schwimmbrille.

## Wettkampf
Flossenschwimm-Wettkämpfe werden vornehmlich in der Schwimmhalle mit den bekannten Streckenlängen von 50 m bis 1500 m ausgetragen. Noch längere Strecken werden ähnlich dem klassischen Langstreckenschwimmen im Freigewässer geschwommen.
Zu einem Standardwettkampfprogramm gehören 50, 100, 200, 400, 800 sowie 1500 Meter FS. FS steht hier für Flossenschwimmen und bedeutet, dass die Wettkämpfe an der Wasseroberfläche bestritten werden. Auf der Strecke über 50 m FS ist das Tragen und Benutzen des Schnorchels Pflicht, um eine Unterscheidung zu der 50 m Apnoe (ST) Disziplin herzustellen. Bei besagten 50 m Apnoe/ST (ST = Streckentauchen) taucht der Sportler mit angehaltenen Atem (siehe: Apnoetauchen) die ganze Strecke durch. Weitere Unterwasser-Wettkampfstrecken sind 100 m, 400 m und 800 m ST, welche früher auch DTG (DTG = DruckLuftTauchgerät) genannt wurden. Hierbei benutzt der Sportler eine Druckluftflasche mit Atemregler, genauso wie beim klassischen Tauchen, nur mit dem Unterschied, dass er die Druckluftflasche mit ausgestreckten Armen vor sich her schiebt. Bei den Wettkämpfen finden Druckluftflaschen in den Größen von 0,5 bis 7 Liter Verwendung. Es sind nur Druckluftflaschen zugelassen, welche einen Fülldruck bis 200 Bar haben und bei denen die zweijährliche TÜV-Prüfung vorhanden und eingestempelt ist. Seit Ende 2005 werden die vorher als DTG bezeichneten Strecken ebenfalls unter der Abkürzung ST geschwommen.
Das Regelwerk ist dem des Schwimmens sehr ähnlich. Die Unterschiede finden sich in der Beschränkung auf nur zwei Formen (Flossenschwimmen (FS) und Streckentauchen (Apnoe/ST)), wobei freigestellt ist, ob man mit einer Monoflosse oder mit Duoflossen antritt. Die Monoflosse ist aber den Duo- oder Stereoflossen weit überlegen. Im Gegensatz zu den Schwimmwettbewerben muss beim Finswimming die 15-m-Marke, an der der Schwimmer auf den FS-Strecken nach Wende oder Start mit dem Kopf die Wasseroberfläche durchbrochen haben muss, am Beckengrund markiert werden. Ein Schwimmer gilt bei Apnoe/ST-Disziplinen erst als aufgetaucht, wenn sich das Gesicht des Schwimmers über der Wasseroberfläche befindet. Ist das der Fall, wird er disqualifiziert. Bei den FS-Disziplinen muss nach der 15-m-Markierung immer ein Körper- oder Ausrüstungsteil (z. B. der Schnorchel) an der Wasseroberfläche sein.
Langstreckenwettkämpfe finden im Freigewässer statt. Hier schwimmen die Damen und Herren National 2 km, 6 km und 12 km. International gibt es noch den Wettkampf über 20 km.
Bei allen Wettkämpfen gibt es auch Staffelwettkämpfe. Jeweils vier Sportler schwimmen nacheinander eine bestimmte Strecke. So zum Beispiel 4×50, 4×100 FS oder 4×200 FS. Bei manchen regionalen Wettkämpfen kommt das 1400 FS Mannschaftsschwimmen zum Einsatz. Auch hier schwimmen vier Schwimmer, aber drei Disziplinen: 200 m, 100 m, 50 m. Alle vier schwimmen nacheinander 200 m, dann 100 m und schließlich 50 m.
Nationale und internationale Wettkämpfe finden auf allen Ebenen statt, so zum Beispiel Landesmeisterschaften und Länderpokale. Hier treten die Teilnehmer der einzelnen Bundesländer gegeneinander an-, Nord- und Süddeutsche Meisterschaften und Deutsche Meisterschaften für Kinder, Jugendliche, Erwachsene und Masters (Senioren).
 Die internationalen Höhepunkte sind vor allem die Welt- und Europameisterschaften, welche im Wechsel alle zwei Jahre und auch für die Jugend ausgetragen werden. Ähnlich den Olympischen Spielen stellen die World Games für die Finswimmer alle vier Jahre einen weiteren Höhepunkt dar. Die letzten World Games fanden 2022 in Birmingham (Alabama) statt.
Auf internationaler Ebene findet seit einigen Jahren der CMAS World Cup immer größere Beachtung, da er einen regelmäßigen Vergleich auf internationaler Ebene ermöglicht.
Finswimming ist vom Internationalen Olympischen Komitee (IOC) als olympische Sportart anerkannt, jedoch noch nicht in das olympische Programm aufgenommen worden.

## Technik
Oberstes Ziel bei der Schwimmtechnik ist, stromlinienförmig zu sein. Um dies zu erreichen, versucht der Sportler seinen Körper zu strecken. Die Arme nach vorn, werden die Hände aufeinander und die Arme auf dem Kopf abgelegt. Der Bewegungsablauf ist eine Ganzkörperbewegung. Dabei vollzieht der Körper eine wellenartige Bewegung, wobei die Amplitude dieser Welle im Oberkörper gering ist und zu den Fußspitzen hin größer wird. Am besten lässt sich die Bewegung mit der eines Delfins vergleichen. Der Kopf liegt die ganze Zeit im Wasser. Dies ermöglicht, dass man noch stromlinienförmiger ist und so schneller die Schwimmstrecke absolvieren kann.

## Ähnliche Sportarten
- Auch beim Mermaiding (Meerjungfrauenschwimmen) wird mit einer Monoflosse geschwommen.
- Die Schwimmbewegungen ähneln denen des Schmetterlingsschwimmens.